# Talo

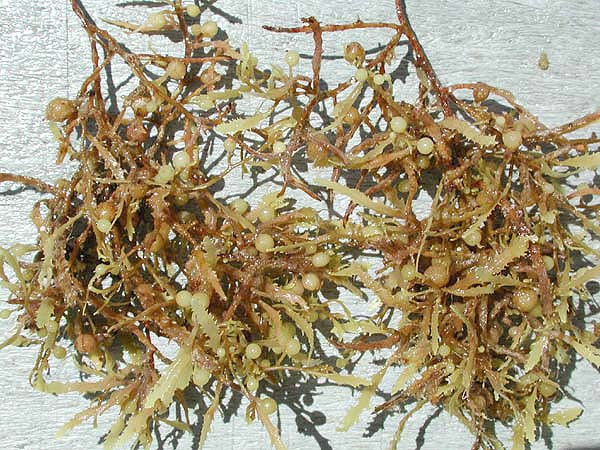
Talos de Sargassum (uma alga castanha).

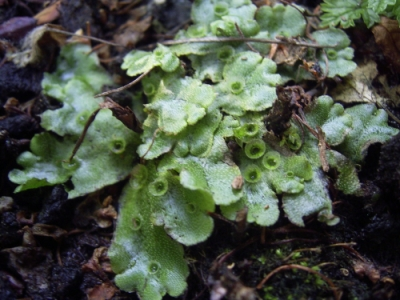
Talos de Marchantia polymorpha (uma hepática).

Talo (do grego latinizado  Θαλλός thallus; "rebento", "pequeno ramo") é uma estrutura vegetativa multicelular não diferenciada presente em organismos pertencentes a diversos grupos taxonómicos, tais como algas, fungos, algumas hepáticas (Marchantiophyta), líquenes e Myxogastria. Em consequência da presença desses talos, muitos desses organismos foram tradicionalmente conhecidos como talófitas, um agrupamento polifilético de espécies com relação filogenética distante. Um organismo, ou estrutura, morfologicamente semelhante a um talo é designada por taloide, taliforme, talino ou taloso. Em anatomia vegetal designa-se por talo as estruturas vegetativas que não estão diferenciadas em raiz, caule e folha e que não apresentam formação de qualquer tecido. A grande maioria das macroalgas é composta por talos.

## Descrição
Na moderna biologia, o termo «talo» foi introduzido em 1803 por Erik Acharius para descrever líquenes, com a indicação de ser derivado do grego clássico Θαλλός, thallus "ramo de brotamento" (de θάλλειν "verde, crescer, florescer"). O termo foi sucessivamente alargada a outros grupos das então chamadas plantas inferiores, passando a designar os tecidos vegetativos indiferenciados presentes na maioria das algas, líquenes, hepáticas e organismos similares.
O termo aparece frequentemente latinizado para thallus (plural: thalli), com utilização alargada a todo o corpo de organismos multicelulares não móveis nos quais não exista organização dos tecidos em órgãos.
Apesar dos «talos» não apresentarem partes organizadas e distintas (folhas, raízes e caules) como as plantas vasculares, podem apresentar estruturas análogas que se assemelham aos seus "equivalentes" vasculares. Contudo, apesar das estruturas análogas terem funções similares, e semelhante estrutura macroscópica, a nível microscópico diferem, já que, por exemplo, os talos não apresentam tecido vascular.
Em casos excepcionais, como ocorre com a subfamília Lemnoideae das Araceae, que apesar de serem plantas vasculares se apresentam reduzidas a estruturas anatómicas taloides, os «talos» podem ter diferenciação de tecidos, embora sem que morfologicamente o aparentem (no caso das Lemnoideae o corpo taloso da planta assemelha-se a uma minúscula folha).
Apesar dos «talos» serem largamente indiferenciados em termos da sua anatomia, podem ocorrer diferenças funcionais e morfológicas visíveis. Nas macroalgas conhecidas por kelp (Laminariales), por exemplo, os talos podem estar divididos em três regiões estruturalmente distintas, com partes servindo de estrutura de ancoragem (pé), estipes (suportando as lâminas) e as lâminas (para fotossíntese).
Os talos dos fungos são geralmente designados por micélios. O termo «talo» (por vezes thallus) é também frequentemente usado para designar as estruturas de reprodução vegetativa dos líquenes. Nas macroalgas, os talos são frequentemente designados por 'frondes'.
Os gametófitos de algumas plantas não talófitas (licopódios, cavalinhas e fetos) são conhecidos por "protalos".